# Донской пескарь
Донской пескарь, или короткоусый пескарь (лат. Gobio brevicirris), — вид лучепёрых рыб из семейства карповых.

## Описание
Длина тела до 12,5 см, масса до 40 г. Продолжительность жизни около 5 лет. Тело удлинённое, довольно стройное, относительно высокое. Чешуя на брюхе доходит только до уровня задних концов основ грудных плавников, то есть грудь и горло полностью голые, но во многих особей 1 центральный ряд чешуек, или 3-4 таких ряды могут выходить вперёд за начало основания грудных плавников. Хвостовой стебель сжатый с боков, относительно короткий. Голова крупная, с относительно длинным рылом. Глаза маленькие. Усики очень короткие, как правило, не достигают переднего края глаза. Анальное отверстие находится ближе к анальному плавнику, чем к брюшному. Общий фон окраски серовато-серебристый с голубым или зелёным отливом, выше боковой линии темнее и светлеет в сторону почти серебристо-белого брюха. На спине имеются нечёткие маленькие пятна, на боках вдоль боковой линии обычно 6—10 (иногда и больше) чётких округлых тёмных пятен. Спинной, хвостовой и грудные плавники серые с несколькими поперечными рядами тёмных точек, все остальные плавники бесцветные.

## Ареал
Донской пескарь распространён в бассейне Дона (Украина и Россия).

## Биология
Пресноводная речная донная стайная рыба, очень чувствительная к загрязнению воды. Живёт на мелководьях рек, реже в пойменных водоёмах и прудах. Предпочитает участки с чистой, преимущественно проточной водой, часто у перекатов, песчаных пересыпей и т. п. . Держатся участков с песчаным, песчано-илистым или заиленным каменистым грунтом, иногда с редкой растительностью. Половой зрелости достигает на 2—3 годах жизни. Размножение в мае-июне. Нерест порционный, начинается при температуре воды  >12 °С, проходит на глубине до 50 см. Икра клейкая, откладывается на плотный песок, мелкие камни, гальку, реже на различные подводные предметы или растительность. Личинки и молодь питаются мелкими организмами планктона и бентоса, взрослые особи поедают бентос (личинки насекомых, черви, низшие ракообразные и др.), личинок и икру рыб, а также частично детрит и водоросли.